# Mark Taïmanov
Mark Ievguenievitch Taïmanov (en russe : Марк Евгеньевич Тайманов) est un joueur d'échecs soviétique, puis russe, et un pianiste de renommée internationale né le 7 février 1926 à Kharkov (RSS d'Ukraine, URSS) et mort le 28 novembre 2016 à Saint-Pétersbourg (Russie).
Grand maître international en 1952, Taïmanov remporta le championnat d'URSS en 1956 et fut un des meilleurs joueurs mondiaux des années 1950 aux années 1970. Il disputa le tournoi des candidats de Zurich 1953 et le tournoi des candidats de 1971.
Son nom a été donné à une variante de la défense sicilienne : la variante Taïmanov. Il était également un spécialiste de la défense nimzo-indienne.

## Biographie

### Le joueur d'échecs

#### Champion de Léningrad
Taïmanov remporta le championnat de Léningrad à cinq reprises : en 1948, 1950, 1952, 1961 (ex æquo avec Boris Spassky) et 1973.

#### Champion d'URSS
De 1948 à 1976, Mark Taimanov a participé à 23 finales du championnats d'URSS  sur 29, dont 13 consécutives de 1951 à 1963 — durant cette période, il ne fut absent d'une finale que six fois : en 1950, 1964-1965, 1968-1969, 1970, 1972 et 1975. Il établit ainsi un record que seul Efim Geller parvint à égaler.
Malgré ces nombreuses participations, il ne termina que deux fois premier ex-æquo et ne remporta le titre qu'une seule fois après un départage.
En 1952, il partagea la première place du XXe championnat avec Mikhail Botvinnik (+11 -3 =5), mais perdit le match de départage contre le champion du monde (+1 -2 =3).

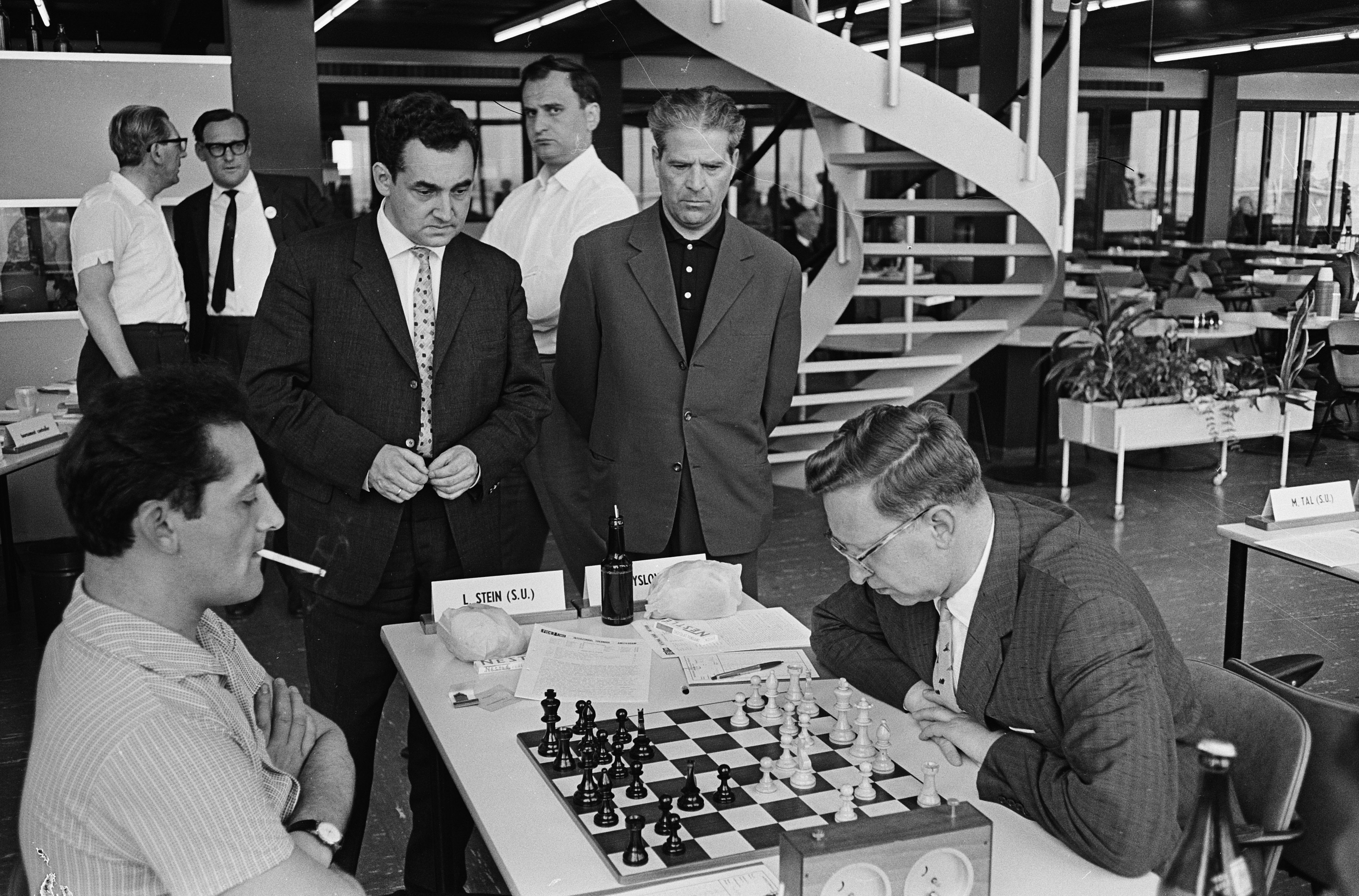
Taïmanov (debout au centre, veste sombre, observant la partie Smyslov contre Stein) au tournoi interzonal de 1964.

En 1956, il obtint la 1re-3e place du XXIIIe championnat (+8 -2 =7) et conquit le titre après un match-tournoi de départage contre Youri Averbakh (=2) et Boris Spassky (+2).
En outre, il partagea sept fois la deuxième ou la troisième place : en 1949 (3e-4e), 1954 (2e-3e), 1962 (2e-3e), décembre 1965 (3e), 1966-1967 (3e-5e), décembre 1967 (3e-5e) et octobre 1969 (3e-5e, se qualifiant pour le tournoi interzonal de Palma de Majorque en 1970).

#### Tournois interzonaux, tournoi et match des candidats
Mark Taïmanov a participé à trois tournois interzonaux et à deux tournois des candidats.

##### Tournoi des candidats de 1953
Sa première place au championnat d'URSS, en 1952, lui permit de participer au tournoi interzonal de Stockholm, disputé la même année, où il termina à la 2e-3e place (+7 =13), ce qui lui permit d'accéder au tournoi des candidats de 1953. Au tournoi des candidats de 1953 à Zurich, il ne termina qu'à la 8e-9e place (+7 -7 =14).
Aux championnats d'URSS 1955 (7e-8e), 1958 (12e-13e), février 1961 (10e-11e), 1963 (14e-15e), 1966-1967 (5e au départage), qui étaient des sélections pour le championnat du monde, il ne parvint pas à se qualifier pour le tournoi interzonal.

##### Match des candidats contre Fischer (1971)

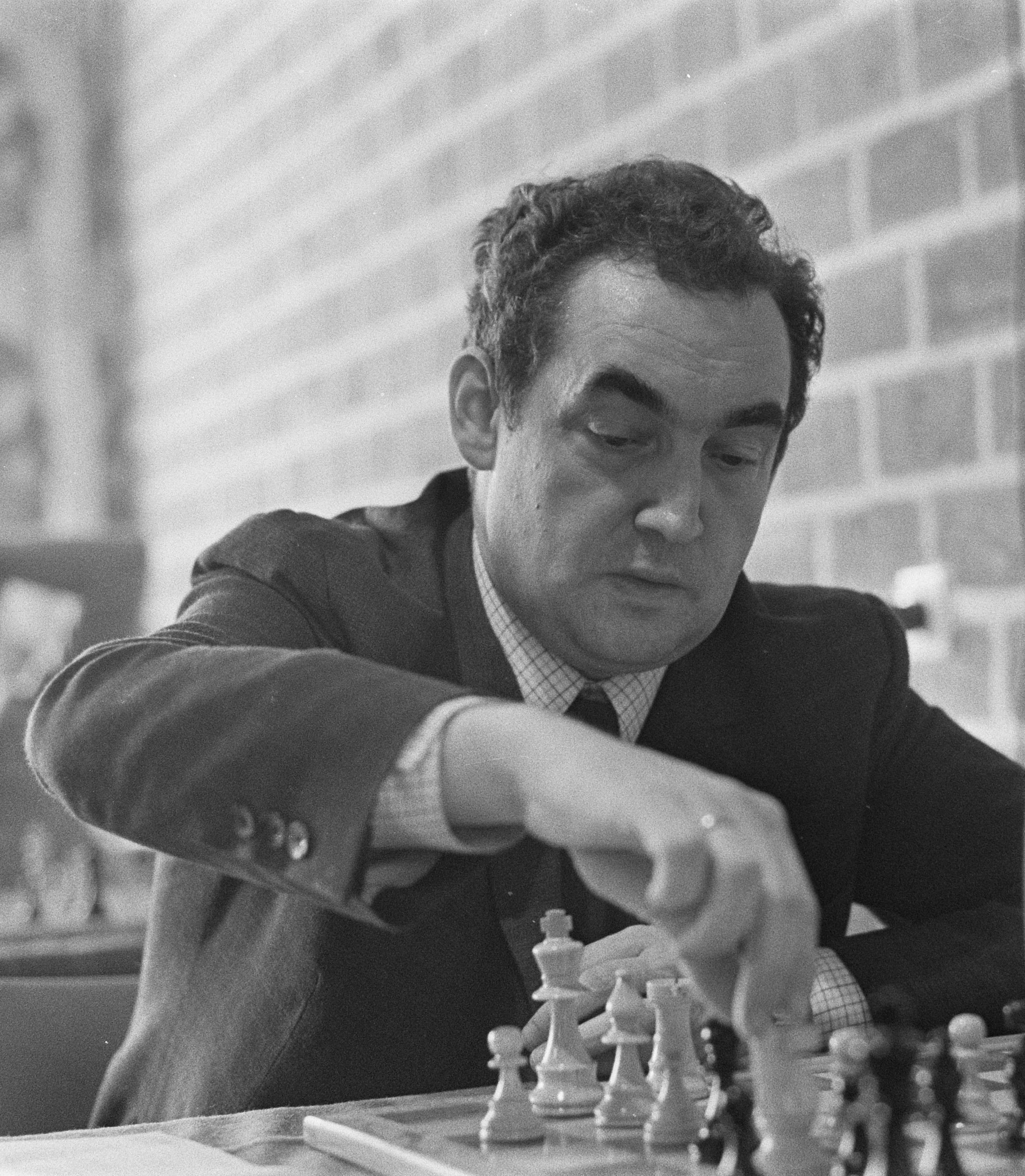
Mark Taïmanov en 1970

En 1969, sa 3e-5e place au championnat d'URSS lui ouvrit les portes du tournoi interzonal de Palma de Majorque, en 1970, où sa 5e-6e place (+8 -3 =12) le qualifia pour les matchs des candidats.  En 1971, après le changement de formule de la sélection des candidats — des matchs éliminatoires à la place d'un tournoi — et sa qualification à Palma de Majorque, il fut opposé en quart de finale des matchs des candidats à Bobby Fischer qui le battit sèchement (aucune victoire, aucune partie nulle et 6 parties perdues, 0-6).
Sa lourde défaite contre l'Américain fut très mal accueillie par les autorités soviétiques et le salaire de Taïmanov fut diminué. De plus, à son retour de Vancouver où le match avait eu lieu, les douanes découvrirent dans ses bagages un livre d'Alexandre Soljenitsyne, interdit en URSS. Cette infraction lui valut une interdiction de participer à des tournois en Occident. En guise de désapprobation le Comité d’État des sports de l'URSS lui retire également son titre de maître émérite du sport de l'URSS.
Il fut aussi déchu de son titre de maître ès-sports de l'URSS qu'il ne récupéra qu'en 1991. Dans le volume 4 de My Great Predecessors, Garry Kasparov laisse entendre qu'il s'agissait d'un coup monté.

##### Tournoi interzonal de 1973
Au tournoi interzonal de 1973, à Leningrad, sa modeste 8e-10e place (+3 -3 =11) l'élimina de la course au titre.

#### Victoires dans les tournois internationaux
Taïmanov fut aussi vainqueur, seul ou ex æquo de nombreux tournois internationaux :
- 1952 : Liverpool (ex æquo avec Bronstein)
- 1959 : Dresde (ex æquo avec Geller)
- 1960 :
  - Santa Fe (Argentine) (ex æquo avec Szabó, devant Gligoric et Kortchnoï)
  - Léningrad (devant Unzicker)
- 1961 :
  - Dortmund (devant Smyslov)
  - Rostov-sur-le-Don (mémorial Tchigorine, devant Nejmetdinov et Polougaïevski)
- 1962 : Marienbad
- 1963 : Luxembourg
- 1965 :
  - Budapest (ex æquo avec Szabó et Polougaïevski)
  - Copenhague (ex æquo avec Hort et Souétine)
- 1966 : Helsinki
- 1968 : Reykjavik (ex æquo avec Vassioukov)
- 1969 : Zalaegerszeg
- 1970 :
  - Wijk aan Zee (avec 12 points sur 15)
  - Skopje (ex æquo avec Vassioukov)
- 1973 : Bucarest
- 1974 : Albena
- 1975 : Decin
- 1979 :
  - Bucarest
  - Wroclaw (ex æquo)
- 1985 : Lisbonne

En outre, lors du mémorial Alekhine de Moscou 1956, Taïmanov finit troisième derrière les champions du monde Botvinnik et Smyslov, et devant Bronstein, Kérès, Gligoric, Najdorf, Pachmann, Stahlberg et Unzicker. En 1967, Il termina deuxième du mémorial Capablanca à La Havane, derrière Larsen et devant Smyslov, Gligoric et Polougaïevski.

#### Compétitions par équipes

##### Championnat d'URSS par équipes
Taïmanov participa à quinze reprises à cette compétition dans les rangs de l'équipe de Leninigrad. Elle remporta la médaille d'or en 1960 et 1962, d'argent en 1948, 1955, 1958, 1959 et 1969 et de bronze en 1975 et 1983.
- 1948 - Léningrad : 2e échiquier (+4 =2) - Médaille d'or
- 1951 - Tbilissi : 2e échiquier (-3 =2)
- 1955 - Vorochilovgrad : 1er échiquier (+5 -1 =3) - Médaille d'or
- 1958 - Vilnius : 2e échiquier (+2 -1 =5) - Médaille de bronze
- 1959 - Moscou : 2e échiquier (+4 -2 =2)
- 1960 - Moscou : 2e échiquier (+3 -1 =1) - Médaille de bronze
- 1962 - Léningrad : 3e échiquier (+2 =4)
- 1963 - Moscou : 2e échiquier (+5 -2 =1) - Médaille de bronze
- 1967 - Moscou : 2e échiquier (+1 -2 =5)
- 1969 - Grozny : 1er échiquier (+1 -1 =4)
- 1972 - Moscou : 2e échiquier (+1 -3 =5)
- 1975 - Riga : Remplaçant (+5 =4) - Médaille d'argent
- 1979 - Moscou : 2e échiquier (+1 -2 =6)
- 1981 - Moscou : 1er échiquier (+1 -3 =5)
- 1983 - Moscou : 1er échiquier (+1 -3 =5)

##### Olympiade de 1956
Curieusement, Taïmanov ne fut sélectionné qu'une seule fois pour défendre les couleurs de l'URSS qui remporta la médaille d'or de cette édition. En 1956, à Moscou, il fut premier remplaçant, marqua 8,5 points sur 11 (+6 =5) et reçut la médaille de bronze individuelle.

##### Championnats d'Europe par équipes
Taïmanov fut retenu pour les quatre premières éditions du championnat d'Europe d'échecs des nations que l'URSS remporta.
- 1957 - Vienne : 7e échiquier (+2 =3) - Médailles d'or individuelle et par équipe
- 1961 - Oberhausen : 8e échiquier (+6 =3) - Médailles d'or individuelle et par équipe
- 1965 - Hambourg : 7e échiquier (+3 −1 =4) - Médailles d'or individuelle et par équipe
- 1970 - Kapfenberg : 6e échiquier (+4 =2) - Médailles d'or individuelle et par équipe

##### Match URSS contre le Reste du Monde (1970)
En 1970, lors du match URSS - Reste du monde à Belgrade, Taïmanov joua au 7e échiquier et fut opposé à Wolfgang Uhlmann qu'il domina : 2,5 à 1,5 (+2 -1 =1).

##### Coupe d'Europe des clubs
En 1976, Taïmanov remporta la première coupe d'Europe des clubs d'échecs avec le club du Bourevstnik.

#### Champion du monde des vétérans
Taïmanov a remporté le Championnat du monde des vétérans à deux reprises, en 1993 et 1994.

#### Deux parties
Mark Taïmanov - Tigran Petrossian, Tournoi des candidats de Zurich 1953.
1.d4 Cf6 2.c4 e6 3.Cc3 Fb4 4.e3 c5 5.Fd3 0-0 6.Cf3 d5 7.0-0 Cc6 8.a3 Fxc3 9.bxc3 b6 10.cxd5 exd5 11.Ce5 Dc7 12.Cxc6 Dxc6 13.f3 Fe6 14.De1 Cd7 15.e4 c4 16.Fc2 f5 17.e5 Tf7 18.a4 a5 19.f4 b5 20.axb5 Dxb5 21.Fa3 Cb6 22.Dh4 De8 23.Tf3 Cc8 24.Fa4 Td7 25.Tb1 Dd8 26.Fxd7 Dxd7 27.Tg3 Ca7 28.Fe7 Ff7 29.Dg5 Fg6 30.h4 Cc6 31.Fa3 Cd8 32.h5 Ce6 33.Dh4 Ff7 34.h6 g6 35.Df6 Dd8 36.Fe7 Dc7 37.Txg6+ hxg6 38.h7+ Rxh7 39.Df7+ Cf7 40.Rf2  1 - 0
Anatoli Karpov - Mark Taïmanov, Léningrad, 1977
1.e4 c5 2.Cf3 Cc6 3.d4 cxd4 4.Cxd4 a6 5.c4 e5 6.Cb3 Cf6 7.Cc3 Fb4 8.f3 0-0 9.Fe3 d6 10.Tc1 b6 11.Fd3 Fc5 12.Dd2 Fe6 13.Cxc5 bxc5 14.0-0 Cd4 15.Cd5 Cd7 16.f4 Tb8 17.f5 Fxd5 18.cxd5 Db6 19.Tf2 f6 20.Tc4 a5 21.Ta4 Ta8 22.De1 Ta7 23.b3 Tfa8 24.Tb2 Dc7 25.Fd2 Cb6 26.Txa5 c4 27.Ff1 Txa5 28.Fxa5 Dc5 29.Fxb6 Dxb6 30.Rh1 cxb3 31.axb3 g6 32.fxg6 hxg6 33.b4 Rg7 34.b5 f5 35.exf5 Cxf5 36.Tb3 Dd4 37.b6 Ta1 38.Tb1 Cg3+ 39.hxg3 Ta8  0 - 1

### Le musicien
Parallèlement à sa carrière de joueur d'échecs, Taïmanov connut une brillante carrière de pianiste. Il est possible que cette seconde activité et les déplacements qu'elle occasionnait aient limité ses performances dans le domaine des échecs.
Bien qu'originaire d'Ukraine, il passa son adolescence à Léningrad où la musique, sa seconde passion, l'amena au Conservatoire. Il y fit la connaissance de sa future épouse, Lioubov Brouk, avec qui il joua, dès l'âge de douze ans, des œuvres pour deux pianos.
Devant la menace de l'invasion allemande, le Conservatoire de Léningrad fut évacué vers Tachkent où Taïmanov passa les années de guerre. Dans les années 1950 et 1960, le duo qu'il formait avec son épouse donna de nombreux concerts dans les pays du bloc soviétique.
Ses déboires avec les autorités à la suite du match contre Bobby Fischer conduisirent à sa séparation avec Lioubov et à la fin de leur duo. Dès lors, Taïmanov se produisit en concert en tant que soliste.
En 1998, Philips édita des enregistrements du duo Brouk - Taïmanov dans la série des « Grands pianistes du XXe siècle ».

## Publications

### Recueils de parties
- (en) Mark Taimanov, Taimanov's Selected Games, Londres, Everyman Chess, 1996, 196 p., poche (ISBN 978-1-85744-155-0, OCLC 33403295)
- (en) Mark Taimanov et Bernad Cafferty, Soviet Championships, Londres, Everyman Chess, 1998, 222 p. (ISBN 978-1-85744-201-4)
- Mark Taimanov et Averbakh Youri, Karpov-Kasparov Pour La Couronne Mondiale Des Échecs Moscou 85, Radouga Moscou, 1986

### Livres sur les ouvertures
- (en) Mark Taimanov, Tarrasch Defense, 1972
- (en) Mark Taimanov, The Slav Defense, 1976
- (en) Mark Taimanov, Sicilian Paulsen, 1983
- (en) Mark Taimanov, Sicilian Defense : Taimanov System, Batsford, 1989
- (en) Mark Taimanov, Winning with the Sicilian, 1992